# Прозуменщикова, Галина Николаевна
Гали́на Никола́евна Прозуме́нщикова (в замужестве Степа́нова и Ива́нникова) (26 ноября 1948, Севастополь, РСФСР, СССР — 19 июля 2015, Москва) — советская пловчиха, первая олимпийская чемпионка по плаванию в истории советского спорта (1964, Токио). Серебряный и бронзовый призёр Олимпийских игр в Мехико (1968) и Мюнхене (1972). Пятикратная рекордсменка мира и девятикратная рекордсменка Европы. Трёхкратная чемпионка Европы (1966, 1970). 15-кратная чемпионка СССР (1962—1973[уточнить]). 27-кратная рекордсменка СССР. Заслуженный мастер спорта СССР по плаванию стилем брасс (1964). Чемпионка Европы среди ветеранов 1999 года и бронзовый призёр европейского ветеранского чемпионата 2001 года на дистанции 100 м брассом.

## Биография
Заниматься плаванием начала с 10 лет, через год была приглашена в ДЮСШ Севастополя. До 1970 года тренировалась у тренера Елены Лукьяновны Алексеенко, на этот период приходятся её главные спортивные достижения, а затем — у Виталия Ивановича Сорокина. Норматив первого взрослого разряда Прозуменщикова выполнила в 1961 году, годом позже — норматив мастера спорта СССР. С 1962 года представляла Вооружённые Силы Севастополя (до 1966 года), а в 1967—1973 гг.— Москвы.
Многократная чемпионка СССР (1963—1972[уточнить]) на различных дистанциях.
На дистанции 200 м брассом Галина Прозуменщикова четыре раза устанавливала рекорд мира. Сначала 11 апреля 1964 года на матче СССР — Великобритания в Блэкпуле с результатом 2.47,7 она побила рекорд Карин Бейер (ГДР), установленный тремя годами ранее, а затем улучшала этот результат 17 мая 1964 года на матче СССР — ГДР в Берлине (2.45,4) и 12 сентября 1965 года в Гронингене (2.45,3). На соревнованиях в Ленинграде 16—17 июля 1966 года в первый день 200 м брассом выиграла Ирина Позднякова с мировым рекордом 2.43,0, Прозуменщикова была второй. Назавтра они поменялись местами: Прозуменщикова установила рекорд мира в плавании брассом на дистанции 100 м (1.15,7), второй была Позднякова.
Через пять недель, 22 августа 1966 года на чемпионате Европы в Утрехте вернула себе рекорд на 200 м (2.40,8).

### После спорта
Галина Прозуменщикова — выпускница факультета журналистики МГУ (1976), с 1980 года работала тренером по плаванию и прыжкам в воду в СДЮШОР ЦСКА.
Жила в Москве.

### Смерть
Скончалась после продолжительной болезни на 67-м году жизни 19 июля 2015 года.
Похоронена на Ваганьковском кладбище.

## Результаты

### Соревнования
предварительные заплывы
| Год  | Соревнование     | Город | Дистанция   | Дата       | Результат  | Место                  | Видео/Фото/ Кинограмма |
| ---- | ---------------- | ----- | ----------- | ---------- | ---------- | ---------------------- | ---------------------- |
| 1964 | Олимпийские игры | Токио | 200 м брасс | 11 октября | 2.49,0     | 4 Q (2 в полуфинале 2) |                        |
| 1964 | Олимпийские игры | Токио | 200 м брасс | 12 октября | 2.46,4 OR* | I                      | ·                      |

| Год  | Соревнование | Город     | Дистанция   | Дата         | Результат | Место | Видео/Фото/ Кинограмма |
| ---- | ------------ | --------- | ----------- | ------------ | --------- | ----- | ---------------------- |
| 1968 | Чемпионат    | Цахкадзор | 100 м брасс | 1—5 сентября | 1.16,1    | I     |                        |
| 1968 | Чемпионат    | Цахкадзор | 200 м брасс | 1—5 сентября | 2.43,0    | I     |                        |

### Рекорды
| Дистанция                    | Время           | Город           | Дата             | Видео/Фото/ Кинограмма |
| Мировые рекорды              | Мировые рекорды | Мировые рекорды | Мировые рекорды  | Мировые рекорды        |
| ---------------------------- | --------------- | --------------- | ---------------- | ---------------------- |
| 100 м брассом (длинная вода) | 1.15,7          | Ленинград       | 17 июля 1966     | ·                      |
| 200 м брассом (длинная вода) | 2.47,7          | Блэкпул         | 11 апреля 1964   |                        |
| 200 м брассом (длинная вода) | 2.45,4          | Берлин          | 17 мая 1964      |                        |
| 200 м брассом (длинная вода) | 2.45,3          | Гронинген       | 12 сентября 1965 |                        |
| 200 м брассом (длинная вода) | 2.40,8          | Утрехт          | 22 августа 1966  |                        |
| Олимпийские рекорды          |                 |                 |                  |                        |
| 200 м брассом                | 2.46,4          | Токио           | 12 октября 1964  | ·                      |

### Комментарии
1. ↑  Состав команды СССР: Наталья Михайлова, Галина Прозуменщикова, Татьяна Девятова, Антонина Руденко
2. ↑  Состав команды СССР: Тинатин Леквеишвили — 1.08,3, Галина Степанова — 1.14,4, Валентина Тутаева — 1.06,7, Татьяна Золотницкая — 1.01,9